# Miss Brasil Gay
Miss Brasil Gay é um concurso de beleza para transformistas realizado no Brasil desde 1977  por Chiquinho Mota.  O certame visa eleger, entre as candidatas de cada unidade da federação, uma que represente a beleza gay do país. A disputa é realizada anualmente em Juiz de Fora, no estado de Minas Gerais, e faz parte do calendário oficial de eventos da cidade.
A participação das candidatas é limitada às condições de que estas sejam do sexo masculino, não tenham passado por intervenções cirúrgicas estéticas (silicone e mudança de sexo), que enviem material promocional e jornalístico do concurso que a elegeu como candidata em seu estado, entre outras condições. Travestis, por exemplo, não podem se inscrever. Politicamente correto, o concurso não permite pirofagia nem performances que incluam animais vivos.

## Histórico
O concurso teve início em 1977, a partir de uma brincadeira parodiando o concurso Miss Brasil para mulheres. Na época, a Escola de Samba Juventude Imperial passava por dificuldades financeiras e, para ajudar a agremiação, decidiu-se fazer uma festa ao estilo concurso de Miss. Foi a partir daí que o evento tornou-se oficial e passou a acontecer todos os anos, no mês de agosto e em Juiz de Fora.

Em suas três primeiras edições, tinha uma conotação carnavalesca misturada ao transformismo. O objetivo inicial não era torcer por uma representante de um determinado estado, visto que as concorrentes eram todas de Juiz de Fora, mas sim trazer destaque para a escola de samba, fosse ela Juventude Imperial, Real Grandeza ou outra. A partir da década de 80, entretanto, foram criadas regras para o concurso nos moldes do Miss Brasil, tendo o cabeleireiro Chiquinho Mota como organizador e idealizador do concurso.
Presenças de destaque nacional já estiveram no evento, como a ex-primeira-dama do país, Iolanda Costa e Silva, a modelo Luiza Brunet, as atrizes Ísis de Oliveira, Elke Maravilha, entre outros. Curiosamente, o Miss Brasil Gay elegeu em sua maioria candidatas do Norte, Nordeste e Centro-Oeste do país, diferentemente do que acontece no concurso Miss Brasil (em que há predominância de eleitas do Sul e Sudeste).

### Objetivo
Além de ter a presença de artistas reconhecidos nacionalmente, o concurso tem o objetivo de se tornar um instrumento de luta pelos direitos dos homossexuais no Brasil, além de marcar Juiz de Fora como rota do turismo para o público LGBTTI nacional e internacional. Atualmente o evento ocorre em meio às atividades do Rainbow Fest, organizado pelo Movimento Gay de Minas (MGM), que movimenta diversos setores na cidade com palestras, debates e eventos culturais durante a semana. Em 2019 a cantora Pabllo Vittar fará sua estreia no concurso.

## Vencedoras
| Ano         | Edição | Estado | Vencedora | |
| 2024        | 42ª | Minas Gerais | Allexa Dantas | |
| 2023        | 41ª | Espírito Santo | Muriel Lorensoni (Atual) | |
| 2022        | 40ª | Rio de Janeiro (estado) | Letícia Valentini | |
| 2020 e 2021 | O concurso foi cancelado devido a pandemia do Covid-19 em todo o País.                                                               | O concurso foi cancelado devido a pandemia do Covid-19 em todo o País.                                                               | O concurso foi cancelado devido a pandemia do Covid-19 em todo o País.                                                               | |
| 2019        | 39ª | Pernambuco | Antonia Gutierrez | |
| 2018        | 38ª | Ceará | Yakira Queiroz | |
| 2017        | 37ª | Minas Gerais | Guiga Barbieri | |
| 2016        | O concurso não foi realizado em 2014, 2015 e 2016 devido a ausência de recursos financeiros por parte da Prefeitura de Juiz de Fora. | O concurso não foi realizado em 2014, 2015 e 2016 devido a ausência de recursos financeiros por parte da Prefeitura de Juiz de Fora. | O concurso não foi realizado em 2014, 2015 e 2016 devido a ausência de recursos financeiros por parte da Prefeitura de Juiz de Fora. | O concurso não foi realizado em 2014, 2015 e 2016 devido a ausência de recursos financeiros por parte da Prefeitura de Juiz de Fora. |
| 2015        | O concurso não foi realizado em 2014, 2015 e 2016 devido a ausência de recursos financeiros por parte da Prefeitura de Juiz de Fora. | O concurso não foi realizado em 2014, 2015 e 2016 devido a ausência de recursos financeiros por parte da Prefeitura de Juiz de Fora. | O concurso não foi realizado em 2014, 2015 e 2016 devido a ausência de recursos financeiros por parte da Prefeitura de Juiz de Fora. | O concurso não foi realizado em 2014, 2015 e 2016 devido a ausência de recursos financeiros por parte da Prefeitura de Juiz de Fora. |
| 2014        | O concurso não foi realizado em 2014, 2015 e 2016 devido a ausência de recursos financeiros por parte da Prefeitura de Juiz de Fora. | O concurso não foi realizado em 2014, 2015 e 2016 devido a ausência de recursos financeiros por parte da Prefeitura de Juiz de Fora. | O concurso não foi realizado em 2014, 2015 e 2016 devido a ausência de recursos financeiros por parte da Prefeitura de Juiz de Fora. | O concurso não foi realizado em 2014, 2015 e 2016 devido a ausência de recursos financeiros por parte da Prefeitura de Juiz de Fora. |
| 2013        | 36ª | Espírito Santo | Sheila Veríssimo | |
| 2012        | O concurso não foi realizado no ano de 2012.                                                                                         | O concurso não foi realizado no ano de 2012.                                                                                         | O concurso não foi realizado no ano de 2012.                                                                                         | |
| 2011        | 35ª | Piauí | Raika Bitencourt | |
| 2010        | 34ª | São Paulo | Carol Zwick | |
| 2009        | 33ª | Espírito Santo | Ava Simões | |
| 2008        | 32ª | Pernambuco | Lizandra Brunelly | |
| 2007        | 31ª | Espírito Santo | Ianka Ashylen | |
| 2006        | 30ª | Bahia | Layla Kenn | |
| 2005        | 29ª | Rio de Janeiro | Mirella Aciolly | |
| 2004        | 28ª | Pernambuco | Renata Finsk | |
| 2003        | 27ª | São Paulo | Mylena Schieffer | |
| 2002        | 26ª | Tocantins | Taíssa Nogueira | |
| 2001        | 25ª | Goiás | Alessandra Vargas | |
| 2000        | 24ª | São Paulo | Michelly X | |
| 1999        | 23ª | Alagoas | Carolina Shelida | |
| 1998        | 22ª | Espírito Santo | Louise Balmain | |
| 1997        | 21ª | Rio de Janeiro | Andressa Piovani | |
| 1996        | 20ª | Maranhão | Larissa Divineli | |
| 1995        | 19ª | Rio de Janeiro | Débora Duchese | |
| 1994        | 18ª | Tocantins | Yoko | |
| 1993        | 17ª | Rio de Janeiro | Luiza Ferret | |
| 1992        | 16ª | Ceará | Carla Faial | |
| 1991        | 15ª | Minas Gerais | Vânia Bambirra | |
| 1990        | 14ª | Ceará | Marília Lutia | |
| 1989        | 13ª | Bahia | Érika Egito | |
| 1988        | 12ª | Goiás | Bárbara | |
| 1987        | 11ª | Espírito Santo | Sumara Gunar | |
| 1986        | 10ª | São Paulo | Kazuê | |
| 1985        | 9ª | Espírito Santo | Gabi | |
| 1984        | 8ª | Acre | Marina | |
| 1983        | 7ª | Amazonas | Kelly Jansen | |
| 1982        | 6ª | Distrito Federal | Kika Piancassela | |
| 1981        | 5ª | Bahia | Nenete de Windsor | |
| 1980        | 4ª | Espírito Santo | Paula Blue Man Chenquel | |
| 1979        | 3ª | Santa Catarina | Baby Mancini | |
| 1978        | 2ª | Espírito Santo | Maria Fernanda | |
| 1977        | 1ª | Ceará | Soraya Jordão | |

## Conquistas

### Por Estado
| Estado           | Títulos | Vitórias                                             |
| ---------------- | ------- | ---------------------------------------------------- |
| Espírito Santo   | 9       | 1978, 1980, 1985, 1987, 1998, 2007, 2009, 2013, 2023 |
| Ceará            | 4       | 1977, 1990, 1992, 2018                               |
| São Paulo        | 4       | 1986, 2000, 2003, 2010                               |
| Rio de Janeiro   | 4       | 1993, 1995, 1997, 2005,2022                          |
| Pernambuco       | 3       | 2004, 2008, 2019                                     |
| Bahia            | 3       | 1981, 1989, 2006                                     |
| Minas Gerais     | 2       | 1991, 2017                                           |
| Tocantins        | 2       | 1994, 2002                                           |
| Goiás            | 2       | 1988, 2001                                           |
| Piauí            | 1       | 2011                                                 |
| Alagoas          | 1       | 1999                                                 |
| Maranhão         | 1       | 1996                                                 |
| Acre             | 1       | 1984                                                 |
| Amazonas         | 1       | 1983                                                 |
| Distrito Federal | 1       | 1982                                                 |
| Santa Catarina   | 1       | 1979                                                 |